# Colostygia
Colostygia är ett släkte av fjärilar som beskrevs av Jacob Hübner 1825. Colostygia ingår i familjen mätare, Geometridae.

## Bildgalleri

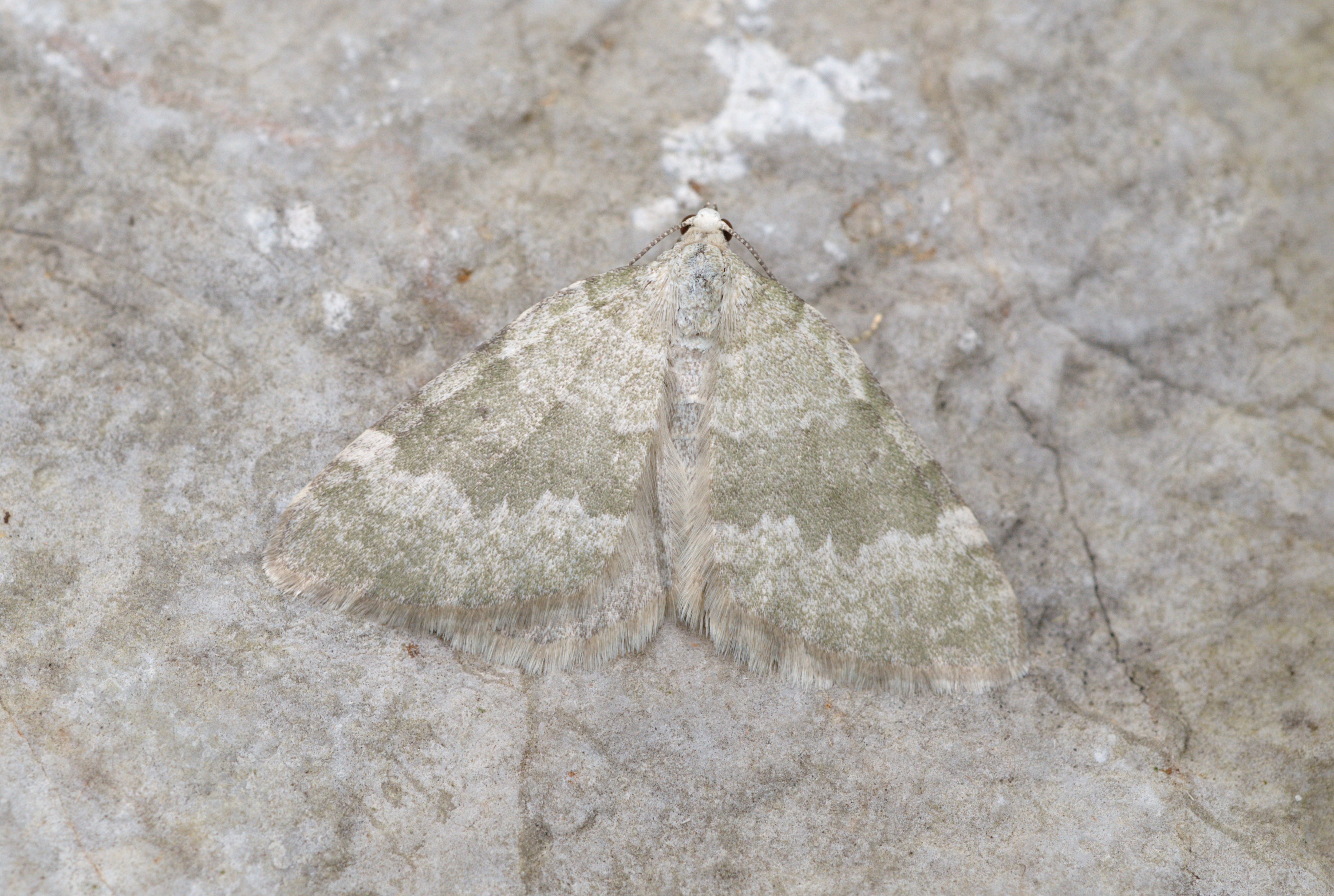
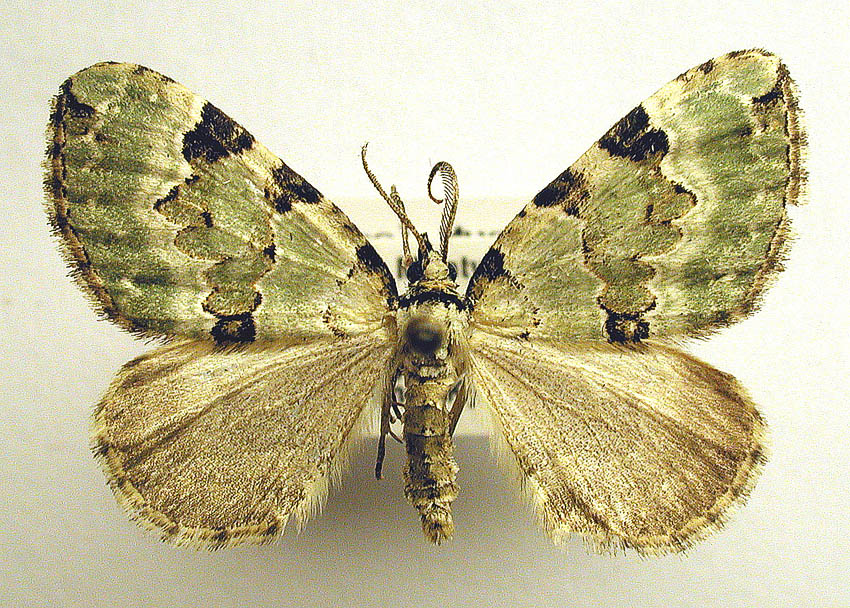

## Dottertaxa tillColostygia, i alfabetisk ordning[1][2]
- Colostygia ablutaria
- Colostygia aestivalis
- Colostygia albidissima
- Colostygia albigirata
- Colostygia albocincta
- Colostygia alboviridaria
- Colostygia alboviridata
- Colostygia algidata
- Colostygia alpestrata
- Colostygia altaicata
- Colostygia approximata
- Colostygia aptata
- Colostygia aquearia
- Colostygia aqueata
- Colostygia arctica
- Colostygia argillacea
- Colostygia askoldaria
- Colostygia aslae
- Colostygia atlinensis
- Colostygia atra
- Colostygia attenuata
- Colostygia austriacaria
- Colostygia autumnalis
- Colostygia badiata
- Colostygia baffinensis
- Colostygia bavaricaria
- Colostygia bellaria
- Colostygia bicoloraria
- Colostygia bilineata
- Colostygia bipectinata
- Colostygia blachierata
- Colostygia blackmorei
- Colostygia brockenensis
- Colostygia brunnescens
- Colostygia cenereata
- Colostygia cinerea
- Colostygia circumvallaria
- Colostygia clausa
- Colostygia confusa
- Colostygia constricta
- Colostygia contrasta
- Colostygia correlata
- Colostygia costijuncta
- Colostygia costovata
- Colostygia culotaria
- Colostygia cuneigera
- Colostygia cyrnaea
- Colostygia cyrnea
- Colostygia dalmani
- Colostygia decompositata
- Colostygia deleataria
- Colostygia derassaria
- Colostygia desolivata
- Colostygia deviridata
- Colostygia didymata
- Colostygia exceptata
- Colostygia ferraria
- Colostygia ferrata
- Colostygia feusteli
- Colostygia fitzi
- Colostygia flavescens
- Colostygia fossaria
- Colostygia fremonti
- Colostygia fuscolimbata
- Colostygia gedrensis
- Colostygia gerda
- Colostygia gigantea
- Colostygia grataria
- Colostygia gremmingeri
- Colostygia griseata
- Colostygia haemataria
- Colostygia harcynica
- Colostygia hercegovinensis
- Colostygia hesperina
- Colostygia hethlandica
- Colostygia hetlandica
- Colostygia hilariata
- Colostygia hofneri
- Colostygia holli
- Colostygia illocata
- Colostygia incudina
- Colostygia infuscata
- Colostygia insulata
- Colostygia interrupta
- Colostygia inundaria
- Colostygia jamesa
- Colostygia jemeza
- Colostygia jurabia
- Colostygia juracolaria
- Colostygia jurahelvetica
- Colostygia jurassica
- Colostygia kitschelti
- Colostygia koehni
- Colostygia kollariaria
- Colostygia laetaria
- Colostygia larentiaria
- Colostygia latentaria
- Colostygia latifasciata
- Colostygia lineolata
- Colostygia lotaria
- Colostygia lutescens
- Colostygia macdunnoughi
- Colostygia marinensis
- Colostygia miaria
- Colostygia miata
- Colostygia mounieri
- Colostygia multistrigaria
- Colostygia nebularia
- Colostygia nebulata
- Colostygia nemorella
- Colostygia nevadensis
- Colostygia nigra
- Colostygia nigricata
- Colostygia nigrifasciata
- Colostygia nigrofasciaria
- Colostygia nigrofasciata
- Colostygia nigrolineata
- Colostygia nigrotaeniata
- Colostygia noricaria
- Colostygia nubicincta
- Colostygia nubilata
- Colostygia obscura
- Colostygia obscurata
- Colostygia ochracearia
- Colostygia ochrearia
- Colostygia ochroleucata
- Colostygia olbiana
- Colostygia olbiaria
- Colostygia olivaria
- Colostygia olivata
- Colostygia palanicolor
- Colostygia pallescens
- Colostygia pallida
- Colostygia parallelaria
- Colostygia parallelolineata
- Colostygia pectinaria
- Colostygia pectinataria
- Colostygia pendearia
- Colostygia phaiosata
- Colostygia podevinaria
- Colostygia polonica
- Colostygia pontiaria
- Colostygia pontissalaria
- Colostygia probaria
- Colostygia punctatissima
- Colostygia püngeleri
- Colostygia pyrenaearia
- Colostygia pyrenaeata
- Colostygia pyreneata
- Colostygia rebeli
- Colostygia rondoui
- Colostygia rosea
- Colostygia ruficinctaria
- Colostygia salicata
- Colostygia sauteri
- Colostygia scabraria
- Colostygia scabrata
- Colostygia schneideraria
- Colostygia semifussa
- Colostygia sericeata
- Colostygia serpentinata
- Colostygia signata
- Colostygia stenotaeniata
- Colostygia stilpna
- Colostygia sudduplicaria
- Colostygia suplata
- Colostygia taurica
- Colostygia tempestaria
- Colostygia thomassata
- Colostygia trifasciata
- Colostygia turbata
- Colostygia unicolorata
- Colostygia ustipennis
- Colostygia varonaria
- Colostygia vernalis
- Colostygia vespertaria
- Colostygia viperata
- Colostygia virgata
- Colostygia viridaria
- Colostygia viridicinctaria
- Colostygia wolfschlagerae